# Autumn Variations
Albums de Ed Sheeran
-
(2023)
Autumn Variations est le septième album studio du chanteur Ed Sheeran, sorti le 29 septembre 2023 chez Gingerbread Man Records.

## Liste des titres
| No  | Titre                  | Durée |
| --- | ---------------------- | ----- |
| 1.  | Magical                | 3:14  |
| 2.  | England                | 3:46  |
| 3.  | Amazing                | 4:05  |
| 4.  | Plastic Bag            | 3:49  |
| 5.  | Blue                   | 2:33  |
| 6.  | American Town          | 3:17  |
| 7.  | That's on Me           | 3:47  |
| 8.  | Page                   | 3:51  |
| 9.  | Midnight               | 2:59  |
| 10. | Spring                 | 2:58  |
| 11. | Punchline              | 3:26  |
| 12. | When Will I Be Alright | 2:55  |
| 13. | The Day I Was Born     | 4:12  |
| 14. | Head/Heels             | 4:13  |

## Accueil commercial
C'est son second album publié en 2023, après Subtract, sorti quelques mois plus tôt. Mais contrairement au précédent, l'album sort sur le propre label d'Ed Sheeran et aucun single n'est publié et aucune vidéo officielle ne vient le promouvoir. Ed Sheeran termine la partie américaine de sa tournée mondiale lorsque l'album sort.
C'est le plus gros échec commercial d'Ed Sheeran. L'album démarre bien dans les charts mais avec des ventes faibles et en baisse par rapport aux albums précédents. En Australie comme au Royaume-Uni, Ed Sheeran obtient son 7e no 1 consécutif. L'album ne se vend cependant qu'à 30 016 exemplaires la semaine de sa sortie au Royaume-Uni, à environ 62 000 exemplaires aux États-Unis (no 4), à 4 300 équivalents ventes en France seulement.
Il chute encore plus rapidement dans les classements hebdomadaires que le précédent. Ainsi, en deuxième semaine, l'album n'occupe plus que la 13e place en Allemagne et la 34e en troisième semaine. La chute est plus prononcée dans des pays anglophones qui sont pourtant des marchés majeurs pour Ed Sheeran : 31e place en deuxième semaine en Australie, 47e au Canada (entré 4e), 59e en Irlande (entré à la deuxième place) et 96e aux États-Unis. L'album suit la même trajectoire en France : il passe de la 5e place à la 49e puis à la 75e et à la 117e en quatrième semaine. Au Royaume-Uni, la chute est dans un premier temps moins forte : 8e en deuxième semaine. Mais 41e en troisième semaine. L'album ne reste que 3 semaines dans le top 50, 8 semaines dans le top 100. En France, l'album ne se vend qu'à 11 000 exemplaires en 2023. Sur Spotify, l'album ne cumule que 116 millions d'écoutes, soit une toute petite partie des 6,35 milliards d'écoutes des chansons d'Ed Sheeran durant l'année 2023. 
La chanson d'Autumn Variations la plus mise en avant en radio et sur les réseaux sociaux, American Town, cumule à la fin de l'année 2023 moins de 30 millions de streams sur Spotify seulement. Ce titre n'a pas dépassé la 27e place du classement des singles au Royaume-Uni.

## Classements hebdomadaires
| Classement (2023)                  | Meilleure place |
| ---------------------------------- | --------------- |
| Allemagne (Media Control AG)       | 1               |
| Australie (ARIA)                   | 1               |
| Autriche (Ö3 Austria Top 40)       | 1               |
| Belgique (Flandre Ultratop)        | 2               |
| Belgique (Wallonie Ultratop)       | 2               |
| Canada (Canadian Albums Chart)     | 4               |
| Danemark (Tracklisten)             | 2               |
| Écosse (OCC)                       | 2               |
| Espagne (Promusicae)               | 15              |
| États-Unis (Americana/Folk Albums) | 1               |
| États-Unis (Billboard 200)         | 4               |
| Finlande (Suomen virallinen lista) | 9               |
| France (SNEP)                      | 5               |
| Irlande (Irish Albums Chart)       | 2               |
| Italie (FIMI)                      | 15              |
| Norvège (VG-lista)                 | 3               |
| Nouvelle-Zélande (RIANZ)           | 2               |
| Pays-Bas (Mega Album Top 100)      | 1               |
| Portugal (AFP)                     | 8               |
| Royaume-Uni (UK Albums Chart)      | 1               |
| Suède (Sverigetopplistan)          | 3               |
| Suisse (Schweizer Hitparade)       | 2               |